# لایت‌کوین
لایت‌کوین (به انگلیسی: Litecoin) به اختصار LTC یک ارز رمزپایه همتا به همتا و پروژه نرم‌افزاری متن‌باز منتشر شده تحت پروانه ام‌آی‌تی است. از بیت‌کوین الهام گرفته شده و از لحاظ فنی تقریباً شبیه به بیت‌کوین (BTC) است. تراکنش سکه‌ها بر پایه یک پروتکل متن باز انجام می‌شود. توسط هیچ قدرت مرکزی مدیریت نمی‌شود.
پس از بیت‌کوین و اتریوم، لایت‌کوین نوزدهمین ارز رمزپایه واقعی از نظر بازار سرمایه است.

## تاریخچه
لایت کوین توسط چارلی لی کارمند سابق گوگل از طریق یک کلاینت منبع باز در GitHub در ۷ اکتبر ۲۰۱۱ ایجاد شد. این انشعاب از کلاینت Bitcoin-Qt تفاوتش با بیتکوین در درجه اول داشتن کاهش زمان ساخت زنجیره قالب و افزایش حداکثر تعداد سکه ها و الگوریتم هش کردن (scryptبه جای SHA-256) متفاوت و کمی تغییر رابط کاربری گرافیکی بود.
در ماه نوامبر سال ۲۰۱۳ در مجموع ارزش لایت کوین رشد عظیمی تجربه کرد که شامل ۱۰۰ درصد جهش در عرض ۲۴ ساعت می شود.

## الگوریتم های لایت کوین
لایت کوین دو الگوریتم ایجاد کرد که به نوبه‌ی خود آن را متفاوت از سایر ارزهای دیجیتال نشان داد، که نام های آن شبکه لایتنینگ (Lightening Network) و Segregated Witness می‌باشد. این دو الگوریتم اجازه می‌دهد کاربران معاملات بیشتری را در زمانی کمتری انجام دهند. این شامل حجم بیشتری از مبادلات با سرعت بالا و هزینه های کم می‌شود.

### فرایند تراکنش لایت کوین
لایت کوین توسط اتصالات نقطه به نقطه کار می کند و از این رو در این ارز دیجیتالی، دیگر نیازی به واسط و کارمزد تراکنش نیست. میزان زمان و امنیت تراکنش های این ارز دیجیتالی در مقایسه با بیت کوین بسیار کارآمدتر و بهینه‌تر است و علاوه بر آن، این ارز دیجیتالی همچنین مبتنی بر تکنولوژی غیرمتمرکز بلاکچین کار می‌کند و اطلاعات را برای همه‌ی کاربران و نه تنها یک پایگاه داده‌ی انحصاری ارسال و به صورت دائمی ذخیره می‌کند.

## تفاوت میان بیت کوین و لایت کوین
بیت‌کوین و لایت‌کوین هر دو به عنوان ارزهای دیجیتالی دارای یک ساختار اساسی مشابه و مبتنی بر شبکه‌ی رمزنگاری می‌باشند که به صورت غیرمتمرکز عرضه می‌شوند. اما با این حال دارای تفاوت‌های زیادی هستند که در ادامه‌ی مطلب به تمامی آن‌ها اشاره شده است:

### الگوریتم و نحوه ی استخراج
یکی از تفاوت‌های اصلی میان ارزهای دیجیتالی بیت‌کوین و لایتکوین، الگوریتم‌های رمزنگاری متفاوت proof-of-work می‌باشند. بیت‌کوین از الگوریتم قدیمی SHA-256 و لایت‌کوین از الگوریتم Scrypt استفاده می‌کند که همین امر باعث عملکرد متفاوتی در سرعت آن‌ها می‌شود. سرعت تأیید مبادلات در بیت‌کوین تقریباً ۱۰ دقیقه و سرعت انجام تراکنش‌ها در لایتکوین ۲.۵ دقیقه است، بنابراین سرعت الگوریتم مورد استفاده در لایت‌کوین  ۴ برابر سریع‌تر از بیت‌کوین است.
بیت‌کوین و لایت‌کوین هر دو از الگوریتم‌های توان محاسباتی جهت پردازش تراکنشها استفاده می‌کنند که توسط ماینرها تایید می‌شود و سکه دریافت می‌کنند، اما تفاوت اصلی در استخراج این ارزها سرعت انجام تراکنش‌ها، قدرت پردازش و پیچیدگی آن در بین این دو الگوریتم است.

### محدودیت عرضه
بیت‌کوین و لایت‌کوین هر دو دارای محدودیت در عرضه‌ی سکه و اختصاص بلاک در طول فرایند استخراج می‌باشند. محدودیت سکه‌ی بیت‌کوین ۲۱ و لایت‌کوین ۸۴ میلیون سکه است. به عبارت دیگر زمانی که این ارزها به محدودیت‌های ذکر شده برسند، هیچ ارز جدیدی در سیستم منتشر نمی‌شود. از این رو ظرفیت استخراج لایت‌کوین ۴ برابر بیش‌تر از بیت کوین می‌باشد. این ویژگی به لایت‌کوین کمک می‌کند تا ضمن کاهش اثرات تورمی، کمیابی خود را در طول زمان تضمین کند. به همین دلیل، لایت کوین برای سرمایه‌گذاران بلندمدت که به دنبال یک دارایی پایدار هستند، جذابیت بالایی دارد.

### ارزش و پذیرش بازار
چهارمین تفاوت میان بیت‌کوین و لایت‌کوین ارزش و پذیرش آن‌ها در بازار است. در ابتدای سال ۲۰۱۸ میزان فروش بیت‌کوین حدود ۱۰۹ و لایت‌کوین ۳.۰۵ میلیارد دلار بوده که از جمله دلایل آن می‌توان به اعتماد بیش‌تر مردم به بیت کوین و شناخته‌تر شدن آن در این بازار اشاره کرد.
در حال حاضر شرکت‌های بسیاری در دنیا از جمله KFC ، Expedia.com، Playboy و... بیت‌کوین را به عنوان هزینهی پرداخت به جای ارزهای فیات می‌پذیرند، اما در مقابل شرکت‌های کم‌تری در دنیا وجود دارند که لایت‌کوین را به عنوان هزینه‌ی پرداختی خود قبول کنند.
در حال حاضر محبوبیت ارزهای دیجیتالی به دلیل غیرمتمرکز بودن آن‌ها، شفافیت معاملات، امنیت بیشتر، پرداخت راحت‌تر و از همه مهم‌تر غیرقابل دستکاری بودن آن‌ها افزایش یافته است. اما تصمیم‌گیری در مورد انتخاب ارزها و سرمایه‌گذاری روی آن‌ها یکی از مشکلات و مسائل مهم در این حوزه است. بیت و لایت‌کوین از جمله معتبرترین و با ارزش‌ترین ارزهای دیجیتالی در این بازار هستند که با توجه به توضیحات ذکر شده در بالا هر یک دارای مزیت‌ها و معایبی می‌باشند. تفاوت میان بیت‌کوین و لایت‌کوین باعث شده تا کاربران به صورت جدی‌تری به نقره‌ی ارزهای دیجیتالی (لایت‌کوین) توجه کنند.

## آیا لایت کوین نسبت به دیگر ارزهای دیجیتالی تفاوت دارد؟
لایت کوین براساس پروتکل های موجود در بیت کوین ساخته شده، اما الگوریتم Scrypt در مدل  Proof-of-Work لایت کوین بسیار سریع تر و امن تر از دیگر ارزهای دیجیتالی است.
  لایت کوین در مقایسه با سایر سرمایه گذاران عمده، کارمزدهای معاملاتی پایین تری را ارائه می دهد و از این رو انتخاب اقتصادی تری برای معاملات در نظر گرفته می شود.
با توجه به شباهت بسیار زیاد لایت کوین به بیت کوین تمامی کیف پول های اصلی را می توان برای ذخیره و نگهداری از آن استفاده کرد.